# Mountainbike-Marathon-Weltmeisterschaften 2013
Die Mountainbike-Marathon-Weltmeisterschaften 2013 fanden am 29. Juni in Kirchberg in Tirol in Österreich statt.

## Männer
| Platz | Land | Athlet               | Zeit           |
| ----- | ---- | -------------------- | -------------- |
| 1     | SUI  | Christoph Sauser     | 4:30:13,1 Std. |
| 2     | AUT  | Alban Lakata         | + 0:04,8 min   |
| 3     | COL  | Héctor Leonardo Páez | + 3:12,1 min   |
| 4     | CZE  | Kristián Hynek       | + 9:30,4 min   |
| 5     | SUI  | Urs Huber            | + 9:47,9 min   |
| 6     | POR  | Tiago Ferreira       | + 10:24,6 min  |
| 7     | SUI  | Lukas Buchli         | + 11:07,3 min  |
| 8     | GER  | Karl Platt           | + 11:36,8 min  |

Datum: 29. Juni 2013, 08:00

Länge: 95 km
Insgesamt erreichten 135 Fahrer das Ziel.
Der amtierende Weltmeister war Periklis Ilias aus Griechenland.

## Frauen
| Platz | Land | Athletin               | Zeit           |
| ----- | ---- | ---------------------- | -------------- |
| 1     | NOR  | Gunn-Rita Dahle Flesjå | 4:35:30,3 Std. |
| 2     | GBR  | Sally Bigham           | + 3:48,5 min   |
| 3     | SUI  | Esther Süss            | + 7:19,3 min   |
| 4     | DEN  | Annika Langvad         | + 11:26,4 min  |
| 5     | SLO  | Blaža Klemenčič        | + 12:32,9 min  |
| 6     | CZE  | Tereza Hurikova        | + 12:57,3 min  |
| 7     | SUI  | Ariane Kleinhans       | + 17:04,6 min  |
| 8     | POL  | Michalina Ziolkowska   | + 19:00,1 min  |

Datum: 29. Juni 2013, 08:30

Länge: 85 km
Insgesamt erreichten 61 Fahrerinnen das Ziel.
Die amtierende Weltmeisterin war Annika Langvad aus Dänemark.